# 言い訳Maybe

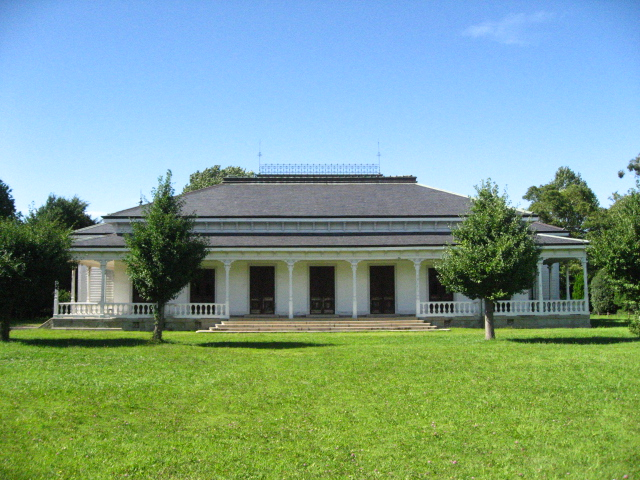
「言い訳Maybe」のMV撮影が行われた旧学習院初等科正堂（千葉県立房総のむら内）

「言い訳Maybe」（いいわけメイビー）は、日本の女性アイドルグループ・AKB48の楽曲。楽曲は秋元康により作詞、俊龍により作曲されている。2009年8月26日にAKB48のメジャー13作目のシングルとしてキングレコードから発売された。

## 背景とリリース
キャッチコピーは「本当は…好きなのかもしれない」。
CDなどに印字されている「言い訳Maybe」の文字は、小野恵令奈によるもの。
楽曲のリリースに先駆けて、楽曲を歌唱するメンバーをファンが選ぶ投票イベント『AKB48 13thシングル 選抜総選挙「神様に誓ってガチです」』が行われた。イベントはAKB48（8期研究生は除く）とその姉妹グループであるSKE48の全メンバーを候補者としており、上位21位までに入ったメンバーが楽曲の選抜メンバーとして選ばれた。そのうち、12位までのメンバーが通常盤のフロントメンバーとなり、主にメディアなどで活躍した。1位にランクインした前田敦子が楽曲のセンターポジションを務めた。
選抜メンバーの人数は前作より1人多い21人で、初選抜は佐藤亜美菜だけ。選抜復帰のメンバーは5人で、浦野一美が『桜の花びらたち』以来、多田愛佳が『桜の花びらたち2008』以来、秋元才加と佐藤由加理の2人が『大声ダイヤモンド』以来、倉持明日香が『10年桜』以来の選抜入りとなった。前作との比較では、小森美果、指原莉乃、仁藤萌乃、藤江れいな、松井玲奈の5人が選抜から外れた。
楽曲のシングル盤は通常盤と劇場盤の2種類があり、それぞれのレーベルはYou, Be Cool!/KING RECORDS、NEW KING RECORDS。劇場盤は販路限定盤でサイト「キャラアニ」を通して発売された。通常盤のみDVDが付属している。特典として、通常盤（初回プレスのみ）には全国握手会参加券、劇場盤には「劇場盤発売記念大握手会」参加券1枚と「AKB48総選挙風生写真」全95種のうち1枚が封入されている。カップリング曲は両者共通で「飛べないアゲハチョウ」が収録されており、この楽曲は『AKB48 13thシングル選抜総選挙「神様に誓ってガチです」』で22位から30位にランクインした9名が「アンダーガールズ」として歌唱している。
CD発売に先駆け、2009年8月5日より、レコチョクにて着うたが配信された。
楽曲のコーラスは小嶋陽菜が担当している。
楽曲のミュージック・ビデオは「大声ダイヤモンド」、「10年桜」、「涙サプライズ!」に続き高橋栄樹が監督を務めている。撮影は、学校のシーンは千葉県成田市および栄町にある千葉県立房総のむら旧学習院初等科正堂、自転車に乗るシーンは香取市佐原などで行われた。その後、旧成田市立豊住中学校周辺は「偶然の十字路」、「放課後レース」（SKE48）、「奥歯」（NMB48）のロケ地として使用されている。また、ふせえりが教師役として出演している。ビデオ冒頭での野球のシーンで前田敦子は本来は左利きだが、右打ちで撮影された。また、宮崎美穂は選抜メンバーだが、体調不良のため撮影に参加出来ず出演していない。
楽曲は以下のメディアで使用された。
- 日本テレビ・中京テレビ『AKBINGO!』エンディング・テーマ
- 日本テレビ系『天才!志村どうぶつ園』エンディング・テーマ
- TBS系『アッコにおまかせ!』エンディング・テーマ
- テレビ東京系『週刊AKB』エンディング・テーマ
- BS11『伊集院光のしんばんぐみ』8月・9月度エンディング・テーマ
- ラジオ日本『AKB48佐藤亜美菜の「この世に小文字はいりません!」』オープニングテーマ

## アートワーク
| 通常盤 | 秋元才加、板野友美、大島優子、小野恵令奈、河西智美、柏木由紀、小嶋陽菜、佐藤亜美菜、篠田麻里子、高橋みなみ、前田敦子、渡辺麻友 |
| 劇場盤 | 秋元才加、板野友美、大島優子、小野恵令奈、河西智美、柏木由紀、小嶋陽菜、佐藤亜美菜、篠田麻里子、高橋みなみ、前田敦子、渡辺麻友 |

## チャート成績
楽曲のシングルCDは、発売前日（集計初日）の2009年8月25日付オリコンデイリーシングルチャートにおいて、推定売上枚数約5万7000枚を記録して初登場1位を記録した。なお、週間では最高2位となっている。

## ライブ・パフォーマンス

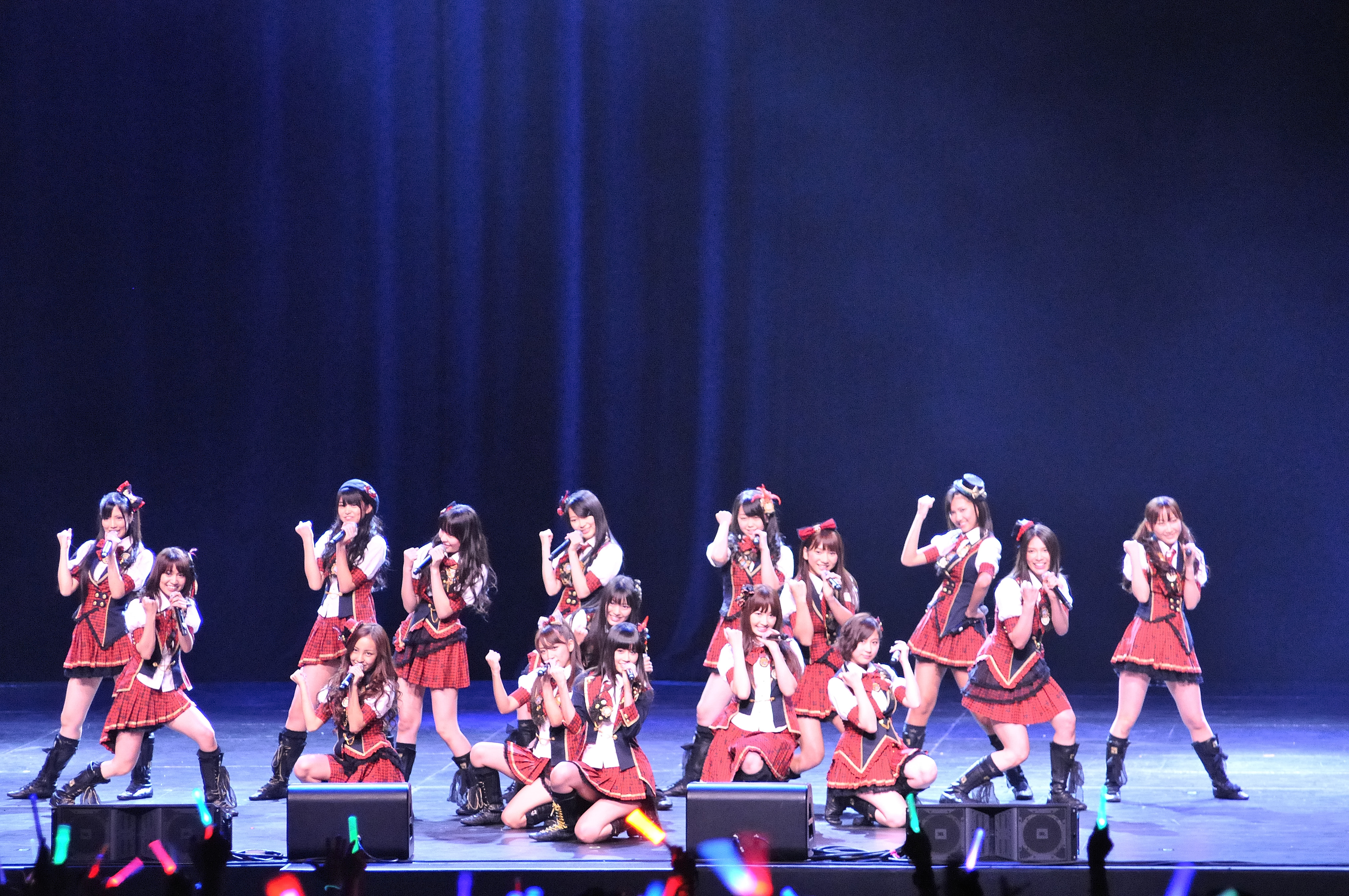
ノキアシアターで行われた時のライブ・パフォーマンス。
この時の衣装がMVでも登場している。

表題曲「言い訳Maybe」は、2009年7月27日にNHKホールで公開収録された『MUSIC JAPAN』（9月6日放送分）において初披露された。
2010年12月15日に幕張メッセで行われた『日テレ系音楽の祭典ベストアーティスト2010』では、AKB48スペシャルメドレーの3曲目に32人のメンバーにより披露された。32人のうち16人のメンバーの衣装は4種類の赤チェックの生地を使用して作られた新衣装で、髪飾りやベルトにはファーやチェーンがついていた。ほか16人のメンバーは、チームA公演で使用されていたパールのついた赤チェックの衣装を使用し、新作の髪飾りをつけた。
2011年10月28日放送の『ミュージックステーション』では、AKB48スペシャルメドレーの1曲目に披露された。この日のメンバーの衣装は、数字がちりばめられた白と黒を主体にした新衣装であった。
2012年3月23日から3日間にわたり行われた『業務連絡。頼むぞ、片山部長！ in さいたまスーパーアリーナ』や、8月24日から3日間にわたり行われた『AKB48 in TOKYO DOME 〜1830mの夢〜』などのライブでも「言い訳Maybe」は披露されている。
2010年1月24日にSHIBUYA-AXで行われた『AKB48リクエストアワーセットリストベスト100 2010』では、第1位の曲として披露された。

## シングル収録トラック

### 通常盤
| #  | タイトル                                   | 作詞   | 作曲         | 編曲           | 時間 |
| -- | ------------------------------------------ | ------ | ------------ | -------------- | ---- |
| 1. | 「言い訳Maybe」                            | 秋元康 | 俊龍         | 野中“まさ”雄一 | 4:11 |
| 2. | 「飛べないアゲハチョウ」(アンダーガールズ) | 秋元康 | 井上ヨシマサ | 井上ヨシマサ   | 3:43 |
| 3. | 「言い訳Maybe (off vocal ver.)」           |        |              |                | 4:11 |
| 4. | 「飛べないアゲハチョウ (off vocal ver.)」  |        |              |                | 3:43 |

| #  | タイトル                    | 作詞 | 作曲・編曲 | 監督     |
| -- | --------------------------- | ---- | ---------- | -------- |
| 1. | 「言い訳Maybe」             |      |            | 高橋栄樹 |
| 2. | 「飛べないアゲハチョウ」    |      |            | 斎藤竜也 |
| 3. | 「AKB48総選挙ドキュメント」 |      |            |          |

### 劇場盤
| #  | タイトル                                   | 作詞   | 作曲         | 編曲           |
| -- | ------------------------------------------ | ------ | ------------ | -------------- |
| 1. | 「言い訳Maybe」                            | 秋元康 | 俊龍         | 野中“まさ”雄一 |
| 2. | 「飛べないアゲハチョウ」(アンダーガールズ) | 秋元康 | 井上ヨシマサ | 井上ヨシマサ   |
| 3. | 「言い訳Maybe (off vocal ver.)」           |        |              |                |
| 4. | 「飛べないアゲハチョウ (off vocal ver.)」  |        |              |                |

## 選抜メンバー
かっこ内は『AKB48 13thシングル 選抜総選挙』における順位。
- 秋元才加（12位）
- 板野友美（7位）
- 浦野一美（17位）
- 大島優子（2位）
- 多田愛佳（20位）
- 小野恵令奈（11位）
- 河西智美（10位）
- 柏木由紀（9位）
- 北原里英（13位）
- 倉持明日香（21位）
- 小嶋陽菜（6位）
- 佐藤亜美菜（8位）
- 佐藤由加理（15位）
- 篠田麻里子（3位）
- 高橋みなみ（5位）
- 前田敦子（1位）
- 松井珠理奈（19位） [注釈 5]
- 峯岸みなみ（16位）
- 宮崎美穂（18位）
- 宮澤佐江（14位）
- 渡辺麻友（4位）

## 収録アルバム
- 神曲たち
- 0と1の間

## AKB48 Team SHによるカバー
AKB48の姉妹グループであるAKB48 Team SHが本楽曲を「借口而已Maybe」のタイトルでカバーし、グループの5枚目のEPとして、2021年4月8日に新汇集团上海声像出版社から発売された。
歌詞は中国語に翻訳したものとなっている。本作は先般実施された『AKB48 Team SH 5th EP選抜総選挙』の結果が反映され、楽曲のセンターポジションは総選挙で1位となった曾鸶淳（ゼン・スチュン）が務め、選抜メンバーは21名と過去最多。
カップリングでは他に、AKB48の「君だけが秋めいていた（唯独你渐染秋意）」そして、AKB48 Team Kの「Blue rose」の計2曲のカバーが収録されている。

### EP収録トラック (AKB48 Team SH)
| 全作詞: 秋元康。 |                    |        |            |                |
| #                | タイトル           | 作詞   | 作曲       | 編曲           |
| 1.               | 「借口而已Maybe」  | 秋元康 | 俊龍       | 野中“まさ”雄一 |
| 2.               | 「唯独你渐染秋意」 | 秋元康 | 奥田もとい | 久下真音       |
| 3.               | 「Blue rose」      | 秋元康 | 上田晃司   | 大内哲也       |

### 選抜メンバー (AKB48 Team SH)
かっこ内は『AKB48 Team SH 5th EP選抜総選挙』における順位。
- 桂楚楚（9位）
- 胡馨尹（10位）
- 渐蔷薇（14位）
- 孔珂昕（15位）
- 梁时安（11位）
- 刘念（2位）
- 毛唯嘉（8位）
- 沈莹（7位）
- 施可妍（20位）
- 谭珺兮（16位）
- 万芳舟（17位）
- 吴安琪（4位）
- 叶知恩（6位）
- 曾鸶淳（1位）
- 张倩霏 (13位)
- 张乔瑜（12位）
- 朱苓（3位）
- 邹若男 (5位)
- 程安子（19位）
- 吴怡婷（21位）
- 周念琪（18位）